# Pilea gnidioides
Pilea gnidioides är en nässelväxtart som beskrevs av August Heinrich Rudolf Grisebach. Pilea gnidioides ingår i släktet pileor, och familjen nässelväxter. Inga underarter finns listade i Catalogue of Life.